# Адаптивний круїз-контроль

Схема Intelligent Cruise Control. Червона машина автоматично слідує за синім автомобілем.

Адаптивний круїз-контроль (англ. ACC, Adaptive Cruise Control; Intelligent Cruise Control) — підсистема системи ADAS, яка окрім можливостей стандартного круїз-контролю, також стежить за відстанню до автомобіля, що їде попереду. За необхідності ACC вмикає гальмівну підсистему, тому залежить від систем безпеки автомобіля ABS та ESP (якщо будь-яка з них несправна, АСС вимикається).

## Принцип роботи
На сьогодні існує два основні види адаптивного круїз-контролю — це радарний та лазерний. Радарний круїз-контроль більш ефективний в складних погодних умовах (сніг/дощ), але і дорожчий за лазерні аналоги.
Компоненти АСС:
1. Електронний блок керування двигуном (ECU);
2. Радіолокаційний датчик;
3. Блок ABS;
4. Панель приладів та органи керування;
5. Блок керування круїз-контролем;
6. Датчики ESP;
7. Блок керування трансмісією.

Для підвищення ефективності адаптивного круїз-контролю розробники запроваджують прогнозування траєкторій руху автомобілів, пішоходів та тварин, що рухаються у полі зору сенсорів.